# 蒂洛伊
蒂洛伊，是匈牙利佐洛州所辖的一个村，总面积8.16平方公里，总人口203，人口密度24.9人/平方公里（2010年1月1日）。